# Alex Tabarrok

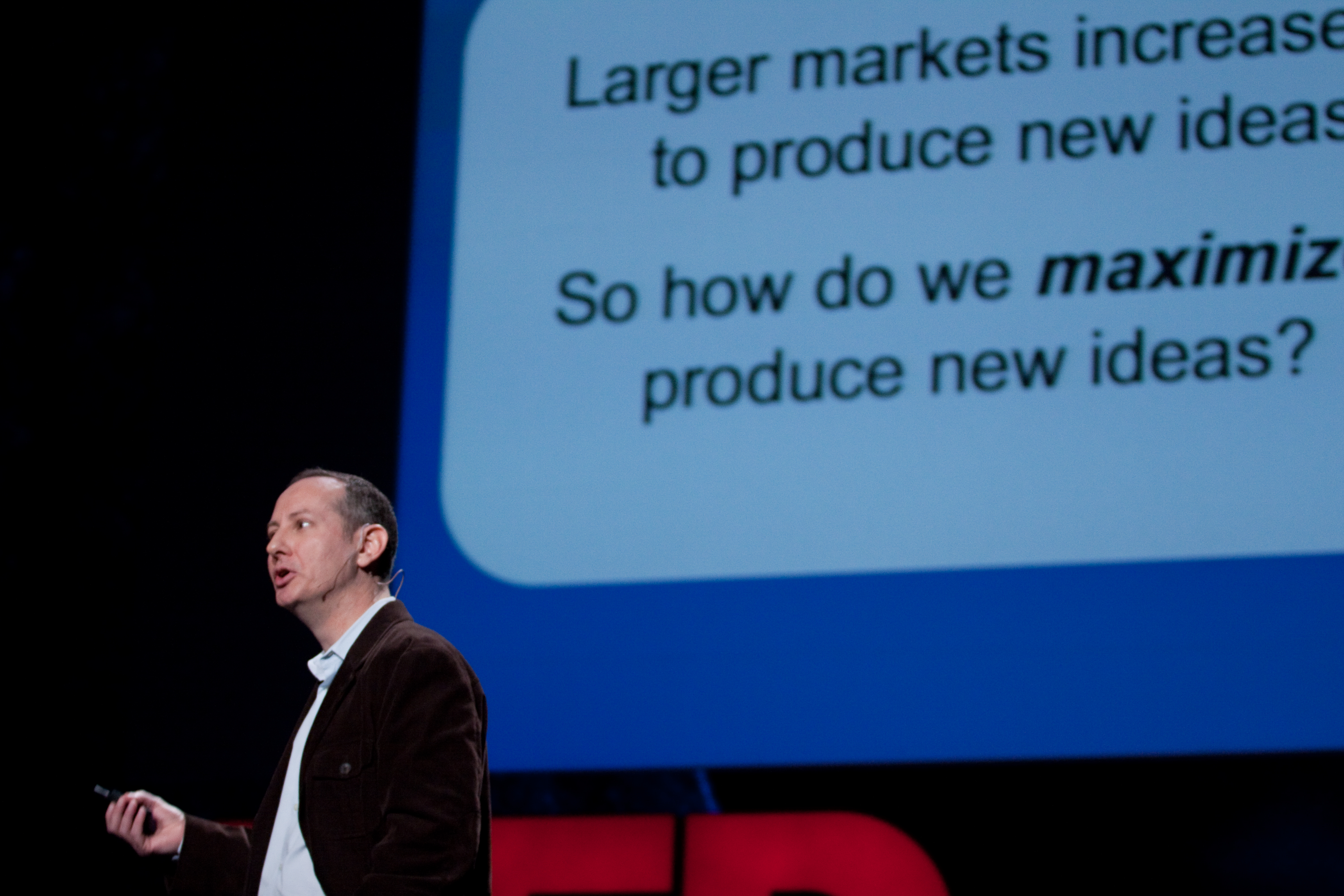
Alex Tabarrok bij TED in 2009.
Foto van Bill Holsinger-Robinson.

Alexander Taghi (Alex) Tabarrok (1966) is een Canadees-Amerikaanse econoom, academicus en schrijver. Hij doceert aan de George Mason University, waar hij in 1994 promoveerde, en houdt samen met Tyler Cowen het populaire economieblog Marginal Revolution bij. Met Cowen startte hij in september 2012 ook de Marginal Revolution University, een e-learning project met onder meer videocolleges over verschillende takken van de economische wetenschap. Daarnaast is hij onderzoeksdirecteur bij de Amerikaanse denktank Independent Institute. In zijn academische werk spitst hij zich toe op het free-rider probleem, economische analyse van het recht en gezondheidseconomie.
In 2012 rekende David Brooks, journalist van The New York Times, Tabarrok tot de meest invloedrijke 'rechtse' bloggers. Tabarrok hanteert, aldus Brooks, libertarische uitgangspunten maar past deze niet dogmatisch toe.
- Bibsys: 3036962
- Bibliothèque nationale de France: cb14458642z (data)
- CiNii: DA1491538X
- Gemeinsame Normdatei: 171136721
- International Standard Name Identifier: 0000 0000 8187 7701
- Library of Congress Control Number: n94018361
- Nationale Bibliotheek van Letland: 000049962
- Mathematics Genealogy Project: 245306
- Nationale Bibliotheek van Tsjechië: utb2015882747
- Nationale Bibliotheek van Israël: 987007452091105171
- Réseau des bibliothèques de Suisse occidentale: 02-A023715568
- Système universitaire de documentation: 07697037X
- Virtual International Authority File: 227443871
- WorldCat: E39PBJgHfVRXPfGvxRxycgv4MP